# Митчелл, Квамейн
Квамейн Ламар Митчелл (англ. Kwamain Lamar Mitchell; род. 23 сентября 1989, Милуоки, штат Висконсин, США) — американский профессиональный баскетболист, играющий на позиции разыгрывающего защитника. Выступает за баскетбольный клуб «Младост» (Земун).

## Карьера
Митчелл отыграл 4 сезона за команду университета Сент-Луис в NCAA с 2009 по 2013 год. После окончания колледжа Квамейну поступали приглашения в тренировочные лагеря команд НБА и от команд G-лиги, но он принял решение уехать в Европу. 
Первым профессиональным клубом Митчелла стала чешская «Слунета». Митчелл также играл в Польше («Кутно»), Латвии («Вентспилс» и «Валмиера») и Франции («Эрмин Нант» и «Виши-Клермон»).
В сентябре 2018 года Митчелл подписал контракт с «Востоком-65». В составе сахалинской команды он провёл 37 матчей и набирал 15,2 очков, 3,6 подборов, 5,7 передач и 2,1 перехватов в среднем за игру. По итогам сезона в Суперлиге-1 Квамейн вошёл в символическую пятёрку турнира как «Лучший атакующий защитник».
В июне 2019 года Митчелл перешёл в «Спартак-Приморье».
В августе 2020 года Митчелл продолжил карьеру в «Младости» (Земун).

## Достижения
- Чемпион Латвии: 2015/2016